# Zeewinde

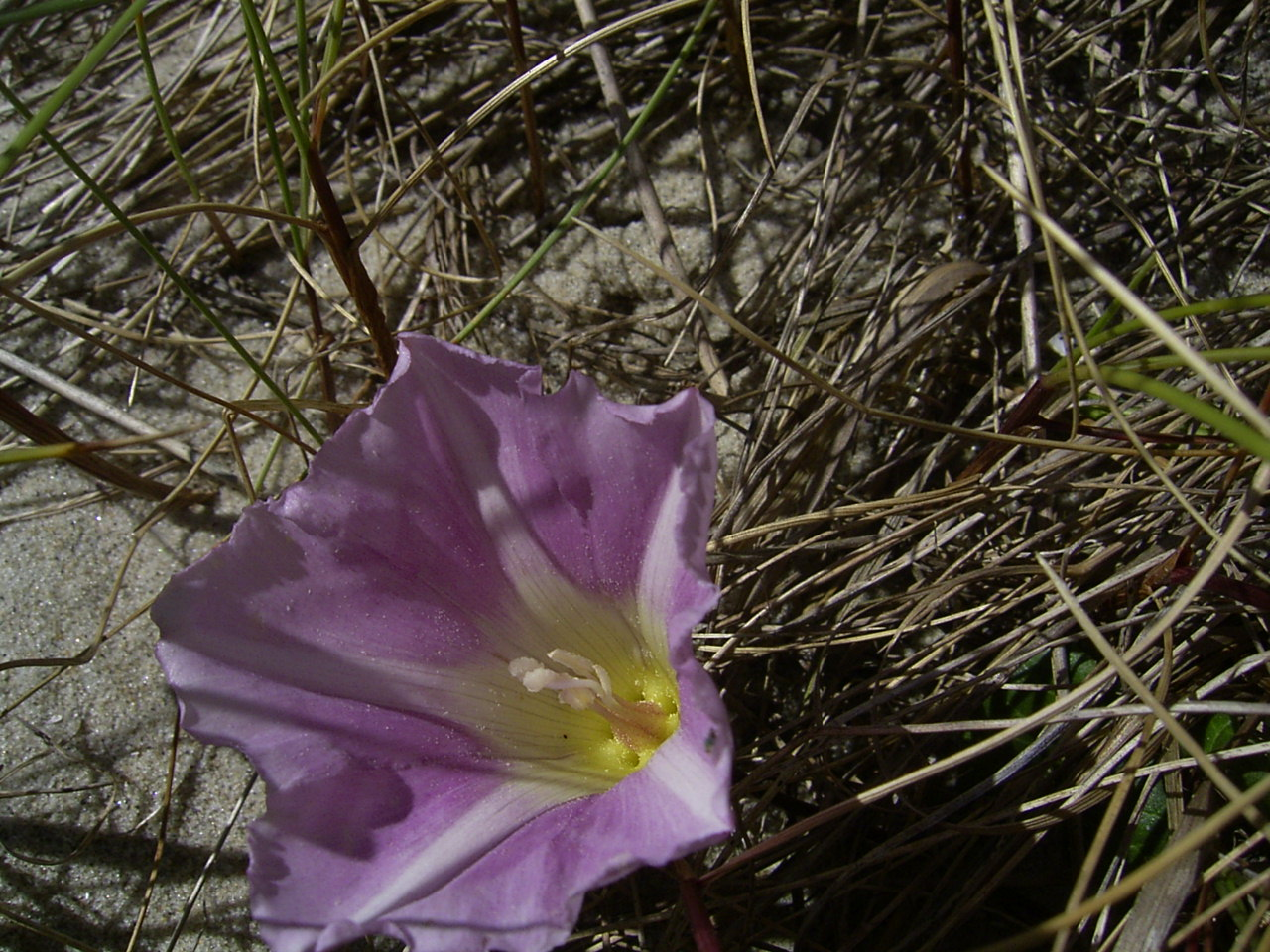
bloem
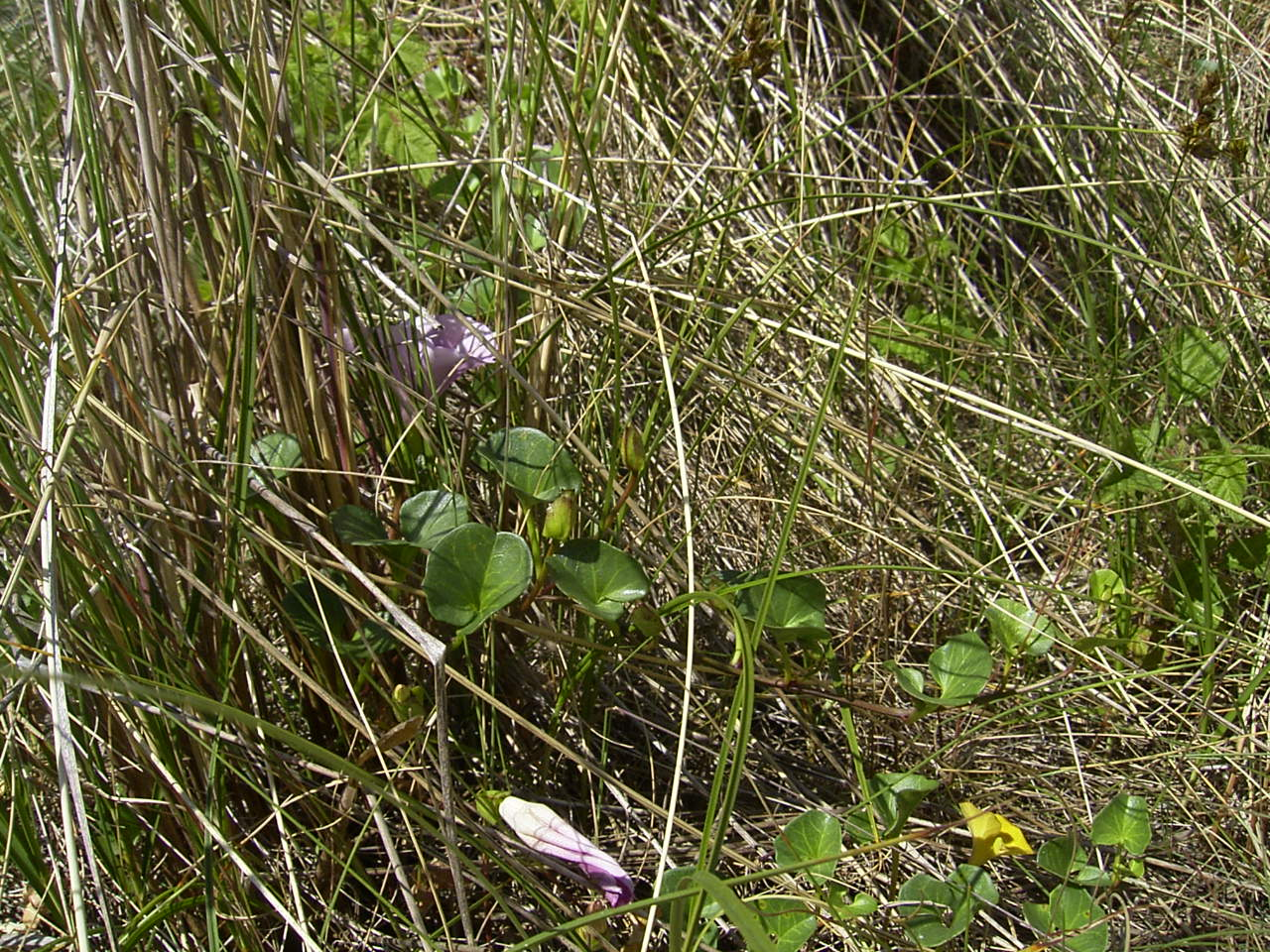
blad

De zeewinde (Convolvulus soldanella, synoniem: Calystegia soldanella) is een kruipende, overblijvende plant uit de windefamilie (Convolvulaceae) die voornamelijk in een zout milieu voorkomt. De naam "zeewinde" is gemakkelijk verklaarbaar, doordat de plant vrijwel uitsluitend aan zee voorkomt. De soortaanduiding soldanella (soldij) is afgeleid van de vorm van de blaadjes, die wat op muntjes lijken.
De bladeren zijn klein en niervormig. De bloemen lijken sterk op de roze bloemen van de akkerwinde, maar zijn iets nadrukkelijker lila. Ook vormen vijf witte strepen op de bloemen samen een ster.
De bloemen hebben vijf gaatjes rondom stamper en meeldraden.
In zowel België als Nederland is de plant tamelijk zeldzaam en integraal (alle onderdelen van de plant) beschermd. In Nederland komt de plant voor in de Zeeuwse delta, langs de Hollandse kust en in het Waddengebied. In België en Noord-Frankrijk komt de plant spaarzaam langs de kustlijn voor. De standplaats bevindt zich op enigszins beschutte plaatsen op de eerste of tweede duinreep. Ook op basaltdijken kan de plant aangetroffen worden. Met de huidige beschermde status lijkt de plant in de Benelux redelijk goed stand te houden.
In Groot-Brittannië komt de plant langs zandkusten voor.
Volgens Rembert Dodoens werd de plant, gemengd met olie en vet, tegen leveraandoeningen gebruikt.

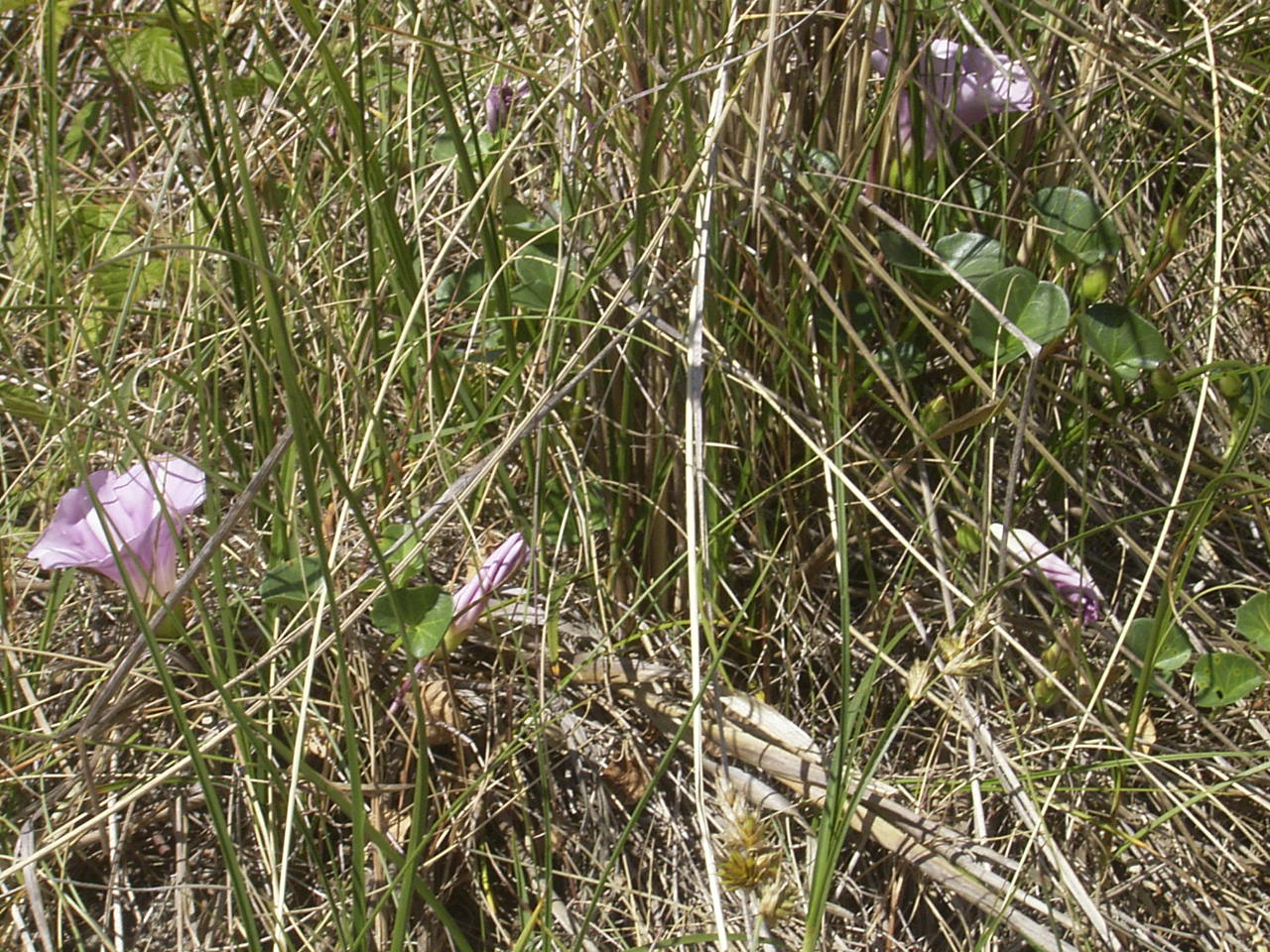
overzicht
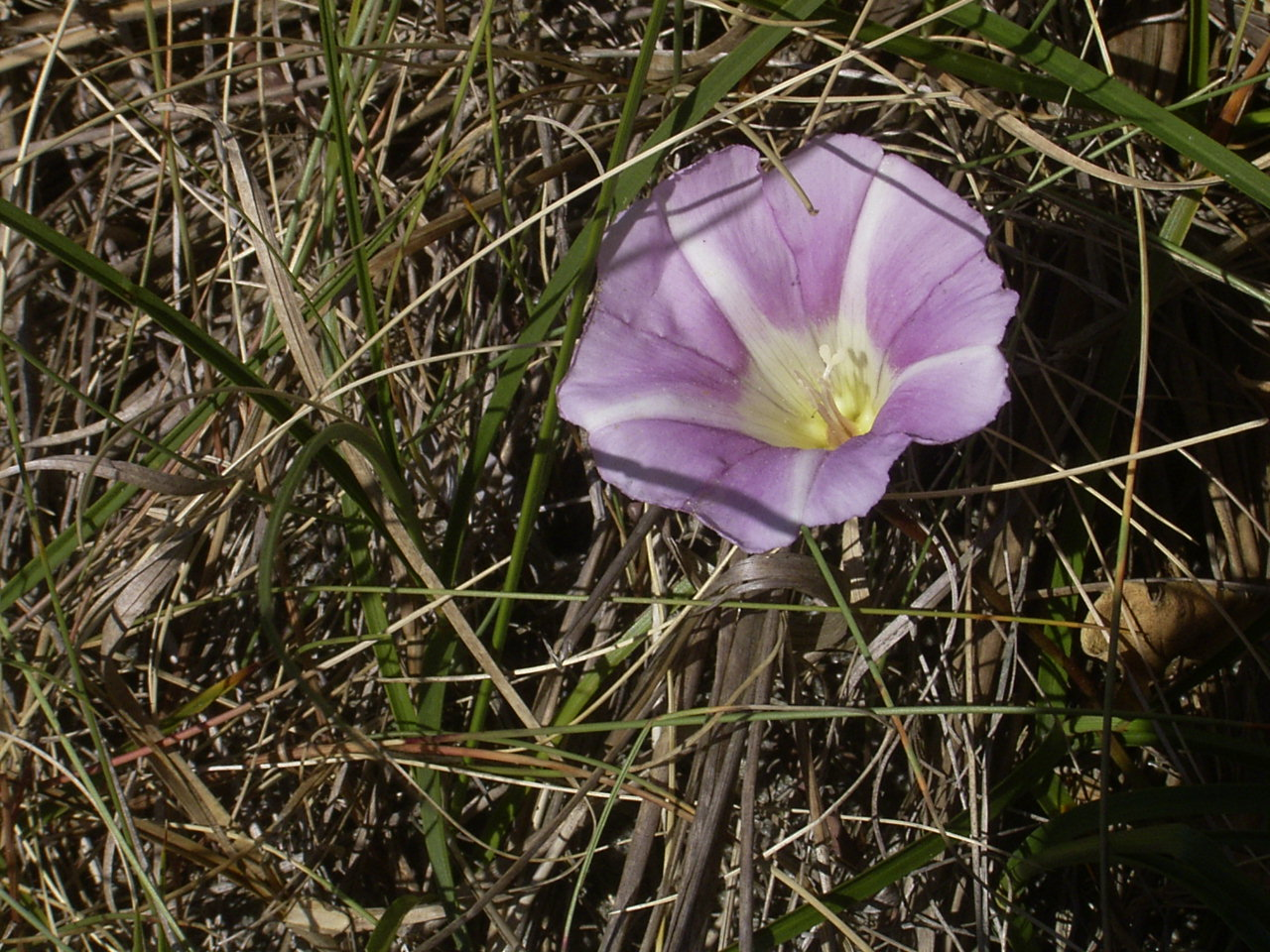
bloem

- bloem
- blad